# Graeme Wheeler
Graeme Paul Wheeler (nacido el 30 de octubre de 1951) es el actual gobernador del Banco de la Reserva de Nueva Zelanda. Sucedió a Alan Bollard al cargo el 26 de septiembre de 2012.

## Carrera profesional
Estudió en la Universidad de Auckland. Wheeler comenzó a trabajar en la Tesorería de Nueva Zelanda en 1973 como un asesor. De 1984 a 1990 fue asesor económico y financiero de la delegación de Nueva Zelanda para la Organización para la Cooperación Económica y el Desarrollo, llegando a ser director de la política macroeconómica en la Tesorería de Nueva Zelandia en 1990. En 1997, comenzó a trabajar para el Grupo del Banco Mundial, primero como director de la Financiera Productos y Servicios del Departamento. De 2006 a 2010 fue director gerente de operaciones en el Banco Mundial, supervisando 12 000 empleados y un presupuesto total de US$1.7 mil millones de dólares. En 2010, Wheeler dejó el Banco Mundial para iniciar su propia empresa, asesorando a inversores rusos y a los responsables políticos sobre la privatización rusa.

## Gobernador del Banco de la Reserva
Wheeler logrado Alan Bollard como gobernador del Banco de la Reserva de Nueva Zelanda en 26 de septiembre de 2012.

## Críquet
Wheeler jugó un partido en primera división de Wellington en la temporada 1981-82.